# 锦堂书室
锦堂书室，位于中国广东省云浮市郁南县建城镇罗旁冷水村，为郁南县的一个县级文物保护单位，类型为古建筑，公布时间为2003年4月8日。
锦堂书室的历史年代为清代。